# Platja de la Farella
La platja de la Farella, és una platja del municipi de Llançà (Alt Empordà). Es caracteritza pel seu ambient residencial, resguardat i cosmopolita i per l'abundant vegetació que flanqueja la zona. Té una longitud de 97 m i una amplada mitjana de 15 m, formada amb sorra molt gruixuda i un pendent d'entrada a l'aigua fort.
Formalment, es diferencien la Farella i la Farella del Mig, dues platges que tot i que formen una única unitat, estan separades per un petit promontori rocallós que s’endinsa en el mar. El conjunt resultant és una platja de 260 m de longitud.
Per arribar-hi cal agafar la carretera que separa Llançà del Port de la Selva i seguir les senyalitzacions. També es pot arribar caminant, seguint el camí de ronda.
L'Agència Catalana de l'Aigua efectua un control setmanal de la qualitat de l'aigua, durant la temporada de bany, amb el resultat d'excel·lent.
El topònim fa referència a l'activitat pesquera a la zona, un indret on s’havia practicat la pesca a l'encesa. El nom de la platja es relaciona directament amb l’ús d’una llum (farell) per tal d'ajudar a orientar-se als pescadors o navegants o bé assenyalar el lloc on iniciar la pesca.